# AeroSucre
AeroSucre – założona w 1969 roku kolumbijska linia lotnicza cargo z siedzibą w Bogocie.

## Flota
Flota Aeorosucre (stan na luty 2023) składa się z 6 samolotów. Trzech Boeingów 727-200F oraz po jednym Boeingu: 727-200C, 737-200F, 737-300BDSF..

## Wypadki
- 20 grudnia 2016 Boeing 727-200F (numer HK-4544) wykonujący lot nr 147 z lotniska Germán Olano w Puerto Carreño przejechał pas startowy, uderzył w ogrodzenie, następnie wzbił się w powietrze lecz rozbił się próbując wrócić na lotnisko. W katastrofie zginęło pięciu z sześciu członków załogi[3].